# Фторид стронция
Фторид стронция, фтористый стронций — SrF2, бинарное соединение, представляющее стронциевую соль фтороводородной (плавиковой) кислоты.

## Нахождение в природе
Природный фторид стронция - минерал стронциофлюорит - открыт в 2010 году на апатито-нефелиновом месторождении Коашва в Хибинском массиве в ассоциации с ещё одним стронциевым фторидом полежаеваитом-(Се), NaSrCeF6.
В криолитовых копях Гренландии найден минерал ярлит: Na2(Sr,Na)14Al12Mg2F64[(OH),H2O]4.

## Физические свойства
Бесцветные кубические кристаллы (при высоком давлении и температуре переходят в ромбическую модификацию), аналогичные по строению CaF2.
Нерастворим в воде (ПР=4,3⋅10−9), плохо - в растворах разбавленных кислот. Растворяется в горячей соляной кислоте.

## Получение
- Взаимодействие оксида или карбоната стронция с плавиковой кислотой:

SrCO3 + 2HF → SrF2 + H2O + CO2↑
Для получения материала оптической чистоты используют взаимодействие твердого карбоната стронция с фторидом аммония при нагревании.
- Взаимодействие хлорида стронция с фтором:

SrCl2 + F2 → SrF2 + Cl2↑

## Применение
Используется в качестве компонента твердотельных фторионных аккумуляторных батарей с большой[уточнить] энергоемкостью и энергоплотностью; для производства специальных стекол и люминофоров; как лазерный материал.
По результатам новейших разработок, из порошков фторида стронция, активированного фторидом неодима, изготавливают шихты, которые "перспективны для использования в технологии получения керамики методом горячего прессования".